# 高柳萌
高柳 萌（たかやなぎ もえ、1998年11月27日 - ）は、日本の元女子バレーボール選手。

## 来歴
大阪府羽曳野市出身。5人兄弟の次女（兄、姉、弟が2人いる）。中学1年生のとき、母の影響で自身もバレーボールを始めた。
2017年4月10日、岡山シーガルズの公式サイトにて髙柳の正式な入団が発表された。同期入団は高田茉優、田口絢佳、吉岡美晴、渡邊真恵。入団1シーズン目となる2017/18シーズン、V・チャレンジリーグIに出場し、Vリーグデビューを果たした。
2020-21シーズン、V1女子の試合に出場し、V1デビューを果たした。
2022年、2021-22シーズン終了をもって現役を引退した。

## 人物・エピソード
- 父は元プロ野球選手の高柳出己。
- 姉はタレントの高柳愛実。

## 所属チーム
- 羽曳野市立羽曳が丘小学校[1]
- 羽曳野市立峰塚中学校[1]
- 大阪国際滝井高等学校
- 岡山シーガルズ #11（2017-2022年）

## 個人成績
V.LEAGUEの個人成績は下記の通り（交流戦・プレーオフを含む）。
| 大会        | 所属        | 出場   | 出場     | アタック | アタック | アタック | アタック | バックアタック | バックアタック | バックアタック | バックアタック | アタック決定本数 | ブロック | ブロック   | サーブ | サーブ     | サーブ | サーブ | サーブ | サーブ | サーブレシーブ | サーブレシーブ | サーブレシーブ | 総得点 |
| ----------- | ----------- | ------ | -------- | -------- | -------- | -------- | -------- | -------------- | -------------- | -------------- | -------------- | ---------------- | -------- | ---------- | ------ | ---------- | ------ | ------ | ------ | ------ | -------------- | -------------- | -------------- | ------ |
| 大会        | 所属        | 試合数 | セット数 | 打数     | 得点     | 失点     | 決定率   | 打数           | 得点           | 失点           | 決定率         | セット平均       | 得点     | セット平均 | 打数   | ノータッチ | エース | 失点   | 効果   | 効果率 | 受数           | 成功           | 成功率         | 総得点 |
| V1 20-21    | 岡山        | 1      | 2        | 1        | 1        | 0        | 100.0    | 0              | 0              | 0              | -              | 0.50             | 0        | -          | 4      | 0          | 0      | 0      | 0      | 0.0    | 8              | 3              | 25.0           | 1      |
| V2 17-18    | 岡山        | 2      | 3        | 3        | 1        | 1        | 33.3     | 0              | 0              | 0              | -              | 0.33             | 1        | 0.33       | 7      | 0          | 1      | 2      | 1      | 10.7   | 0              | 0              | -              | 3      |
| 通算：2大会 | 通算：2大会 | 3      | 5        | 4        | 2        | 1        | 50.0     | 0              | 0              | 0              | -              | 0.40             | 1        | 0.20       | 11     | 0          | 1      | 2      | 1      | 6.8    | 8              | 3              | 25.0           | 4      |

## 出演

### YouTube
岡山シーガルズ 
- 【2018 19V LEAGUE Division1V1】#11髙柳 萌【岡山大会11月開催】（2018年12月22日）
- 【2018-19V LEAGUE DIVISION1】#11髙柳 萌【岡山大会1月・2月開催】（2018年12月22日）
- カモメ流ストレッチ道場スペシャル版！#2（2020年4月2日）
- カモメ流ストレッチ道場スペシャル版！NG集 Part1（2020年4月8日）
- 練習再開しました！Part3（2020年6月14日）
- 【みなみレポート】2021年3月20日（土）京都大会  試合後インタビュー【2020-21 V.LEAGUE DIVISION1 WOMEN V Cup】（2021年3月20日）

 桃太郎ランドからのナゾの招待状!の巻 
- 岡山シーガルズ×桃太郎ランドからのナゾの招待状！の巻（2020年12月1日）

### 動画deシーガルズ
- 2017V・サマーリーグ女子 西部大会 2日目を終えて【楢崎慈恵選手・髙柳萌選手】（2017年7月8日）
- 2018V・サマーリーグ女子 西部大会 1位～4位決定戦 デンソー戦・姫路戦を終えて【髙柳 萌選手】（2018年6月30日）